# Nižněnovgorodsko-suzdalské knížectví
Nižněnovgorodsko-suzdalské velkoknížectví (rusky Нижегородско-Суздальское великое княжество) byl historický státní útvar a někdejší ruské knížectví vzniklé roku 1341 oddělením se od Vladimirsko-suzdalského knížectví a zaniklý roku 1425 připojením k Moskevskému velkoknížectví. Hlavním sídlem knížectví byl od roku 1350 Nižní Novgorod. Vedle něj patřili k nejvýznamnějším městům také Suzdal, Gorochovec, Goroděc a Kurmyš.